# Teofan (Živković)
Teofan, imię świeckie Božidar Živković (ur. 1825 w Karłowicach Sremskich, zm. 1890) – serbski biskup prawosławny.

## Życiorys
Ukończył gimnazjum w rodzinnych Karłowicach, a następnie seminarium w Segedynie. Uzyskał wyższe wykształcenie prawnicze w Belgradzie i teologiczne w serbskim seminarium w Karłowicach. Po ukończeniu edukacji pracował jako wykładowca szkoły nauczycielskiej w Somborze, a następnie seminarium duchownego w Karłowicach. W 1853 złożył wieczyste śluby mnisze. Natychmiast po tym został wyświęcony na diakona i podniesiony do godności protodiakona. W 1858 był już archidiakonem, w 1864 otrzymał godność protosynkellosa, zaś w 1866 został archimandrytą. W 1868 w Temesvárze wydał pracę „Srpska narodna crkva”.
W 1874 został biskupem górnokarlovackim. Był utalentowanym kaznodzieją, z publicznymi homiliami występował w różnych parafiach swojej eparchii. W 1881 został wybrany na patriarchę serbskiego, karłowickiego, jednak jego kandydatury nie zaakceptowały władze austro-węgierskie, a cesarz Franciszek Józef osobiście mianował nowym patriarchą dotychczasowego biskupa Baczki Germana. Uzyskał on na soborze 11 głosów, podczas gdy Teofana poparło 53 delegatów.
W 1890 zmarł wskutek choroby płuc. Na własne życzenie został pochowany na cmentarzu w Plaškach.
W 1892 wydany został zbiór jego homilii zatytułowany „Propovednik” (pol. kaznodzieja).
W 2013 jego grób został zniszczony przez nieznanych sprawców.